# Straßenbahn Sapporo

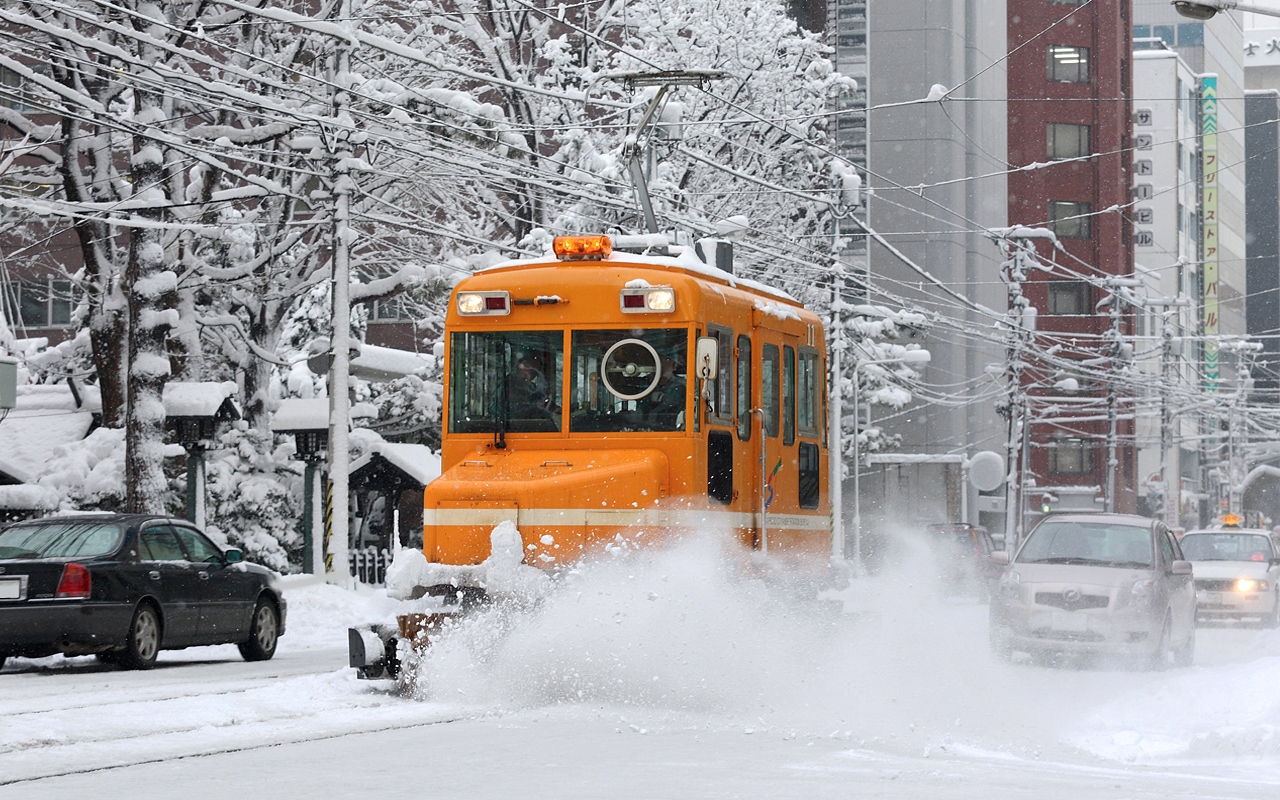
Das einzigartige Sasara-Schneeräumfahrzeug, das rotierende Bambus-Bürsten verwendet, um die Schienen vom Schnee freizuhalten (Januar 2009).

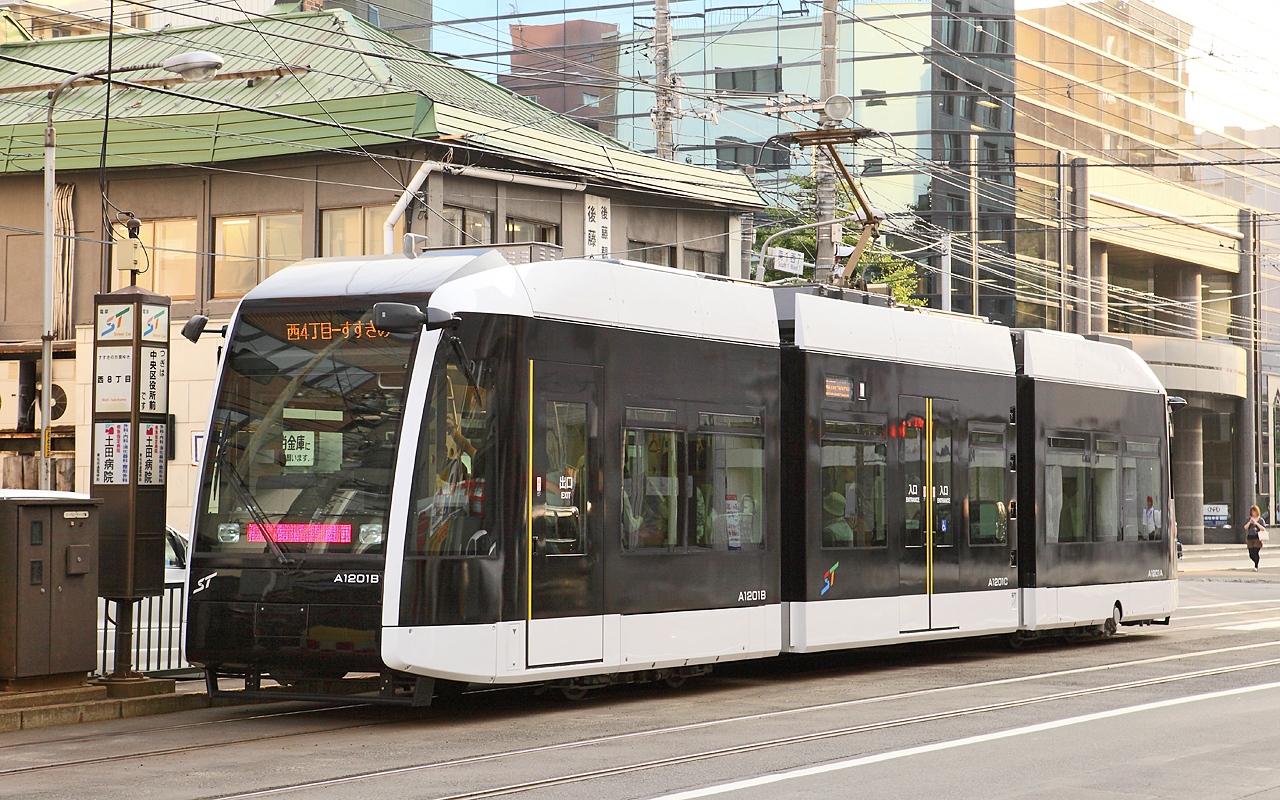
Neueste Fahrzeuggeneration vom Typ A1200 bzw. „Polaris“ (ポラリス)

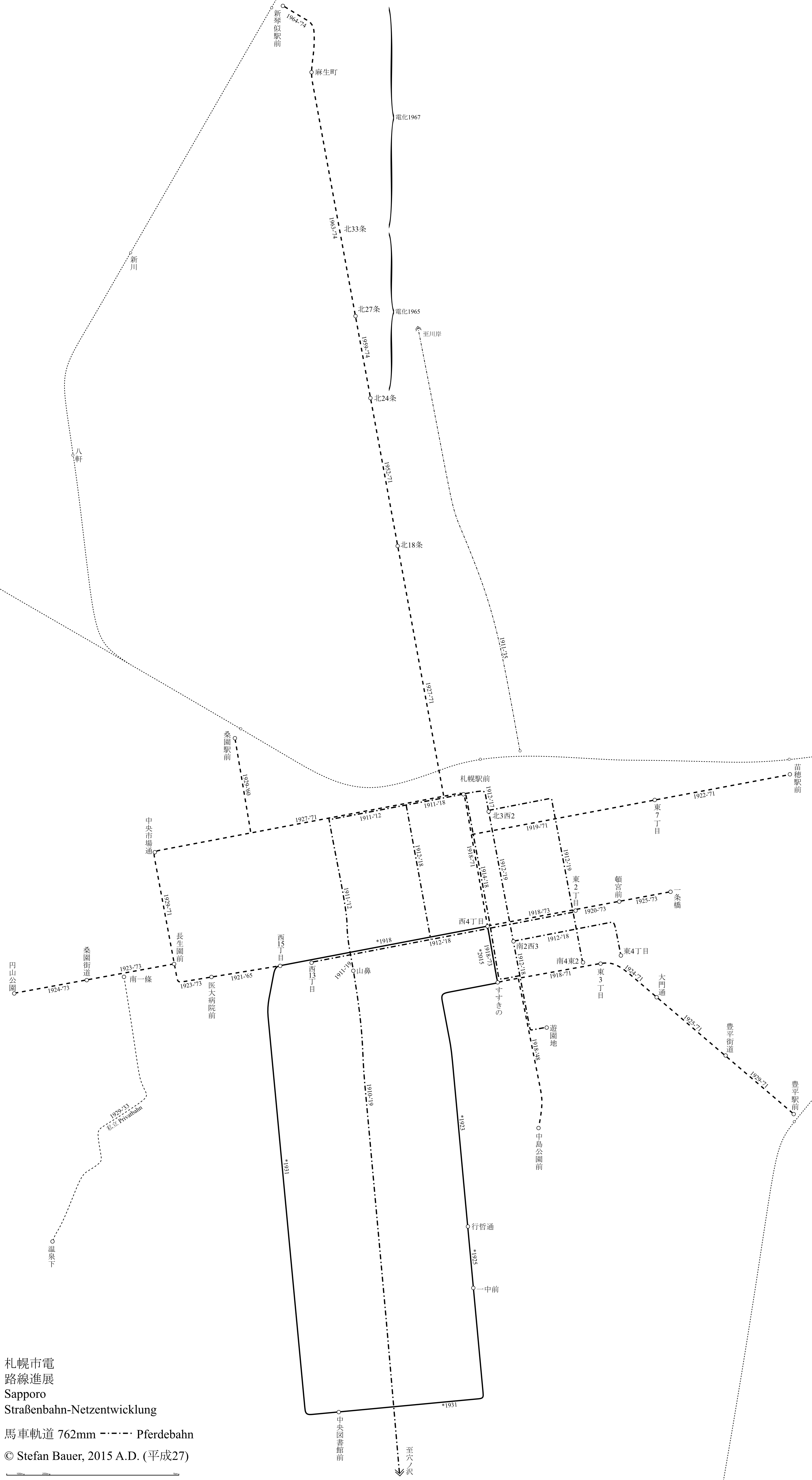
Netzentwicklung (durchgezogen = Bestand, unterbrochen = stillgelegt, unterbrochen-punktiert = Pferdebahn)

Die Straßenbahn Sapporo (jap. 札幌市電, Sapporo shiden, engl. Sapporo Streetcar) ist ein Straßenbahnnetz in Sapporo auf der Insel Hokkaidō in Japan. Die Straßenbahn wird seit 1927 vom Verkehrsamt der Stadt Sapporo (jap. 札幌市交通局 Sapporo-shi kōtsū-kyoku) betrieben. Das Netz wird von den Einwohnern oft als shiden (市電, städtische Straßenbahn/Stadtbahn) bezeichnet.

## Geschichte
Der Vorläufer wurde 1910 als die „steinerne Pferde-Eisenbahn Sapporo“ (札幌石材馬車鉄道, Sapporo sekizai basha-tetsudō) mit einer Spurweite von 762 mm in Betrieb genommen und 1918/19 stillgelegt. Der elektrische Betrieb wurde 1918 mit der aktuellen Spurweite auf einem Netz mit vereinfachter Struktur aufgenommen.
In der Folgezeit wurde das Netz sukzessive ausgebaut. Zu seinem Höhepunkt 1958 hatte es eine Gesamtlänge von 25 km in 11 Strecken und 7 Linien. Es wurde danach aufgrund des wachsenden Automobilverkehrs und wegen der Eröffnung der städtischen U-Bahn Sapporo verkleinert.
Als Besonderheit wurden auf einer Teilstrecke zwischen 1959 und 1967 dieselgetriebene Fahrzeuge eingesetzt, bis die Neubaustrecken vollständig elektrifiziert worden sind.
Am 20. Dezember 2015 wurde als erste Neubaustrecke nach über 50 Jahren der Ringschluss zwischen den vormaligen Endstationen Susukino und Nishi-Yon-chōme eröffnet. Im Gegensatz zum restlichen Netz wurde die neue Strecke nicht in die Straßenmitte gebaut, sondern in Seitenlage ausgeführt.
Weitere Neubaustrecken befinden sich in Untersuchung.

## Betrieb
Offiziell gibt es zur Zeit vier Strecken. Diese werden zusammenfassend als Ichijō-Yamahana-Straßenbahnlinie (一条・山鼻軌道線, Ichijō/Yamahana-kidōsen) oder einfach als Straßenbahnlinie (軌道線, kidōsen) bezeichnet.
- Ichijō-Linie (一条線): Nishi-Yon-chōme – Nishi-Jūgo-chōme
- Yamahana-Nishi-Linie (山鼻西線): Nishi-Jūgo-chōme – Chūō-Toshokan-mae
- Yamahana-Linie (山鼻線): Chūō-Toshokan-mae – Susukino
- Toshin-Linie (都心線): Susukino – Nishi-Yon-chōme

Nahezu alle Straßenbahnen durchqueren das gesamte Netz als Ringlinie im (außen) bzw. gegen (innen) den Uhrzeigersinn. Andere Relationen sind:
- Nishi-Yon-chōme – Nishisen-Jūroku-jō
- Nishi-Yon-chōme – Chūō-Toshokan-mae
- Chūō-Toshokan-mae – Susukino

Der Fuhrpark besteht (Stand Ende 2024) aus 36 Fahrzeugen. Bei mehr als der Hälfte davon handelt es sich um Hochflurwagen aus verschiedenen Serien der Nachkriegszeit (1958-'88). Die 14 Niederflurwagen gehören alle zur Typenfamilie Little Dancer des Herstellers Alna Sharyo. Die ersten drei und der neueste sind innerhalb dieser vom Typ Ua und wurden 2013, 2014 und 2024 gebaut. Diese „Polaris“ genannten Wagen 1201 bis 1203 und 1211 sind dreiteilige, 16,98 Meter lange Multigelenkwagen mit 27 Sitzplätzen. Bei den 2018 bis 2023 gebauten Wagen 1101 bis 1110 („Sirius“ genannt) handelt es sich dagegen um 13,00 Meter lange Einzelwagen des Typs S mit 24 Sitzplätzen. Alle Niederflurwagen sind 2,30 Meter breit.
Die Straßenbahnen fahren tagsüber alle sieben bis acht Minuten und zu den werktäglichen Stoßzeiten alle drei Minuten zwischen den Stationen Nishi-Yon-Chōme und Nishisen-Jūroku-Jō.
Ein Fahrschein für Erwachsene kostet 200 ¥, für Kinder die Hälfte (Stand Oktober 2024). Eine „Umsteigefahrkarte“, bei der man erst die Straßenbahn als Zubringer zur U-Bahn nutzt, um danach mit der U-Bahn eine Strecke zu fahren, kostet zwischen 230 und 380 ¥; dies bemisst sich nach der mit der U-Bahn Sapporo zurückgelegten Entfernung.
Die im Voraus bezahlte magnetische With You Card wird wie in der U-Bahn auch in der Straßenbahn anerkannt. Seit Juni 2013 wird auch die elektronische Kitaca-Karte der JR Hokkaido Eisenbahngesellschaft anerkannt.
Tageskarten (ausschließlich für die Straßenbahn) werden nur für Wochenenden und Feiertage zu 310 ¥ verkauft.

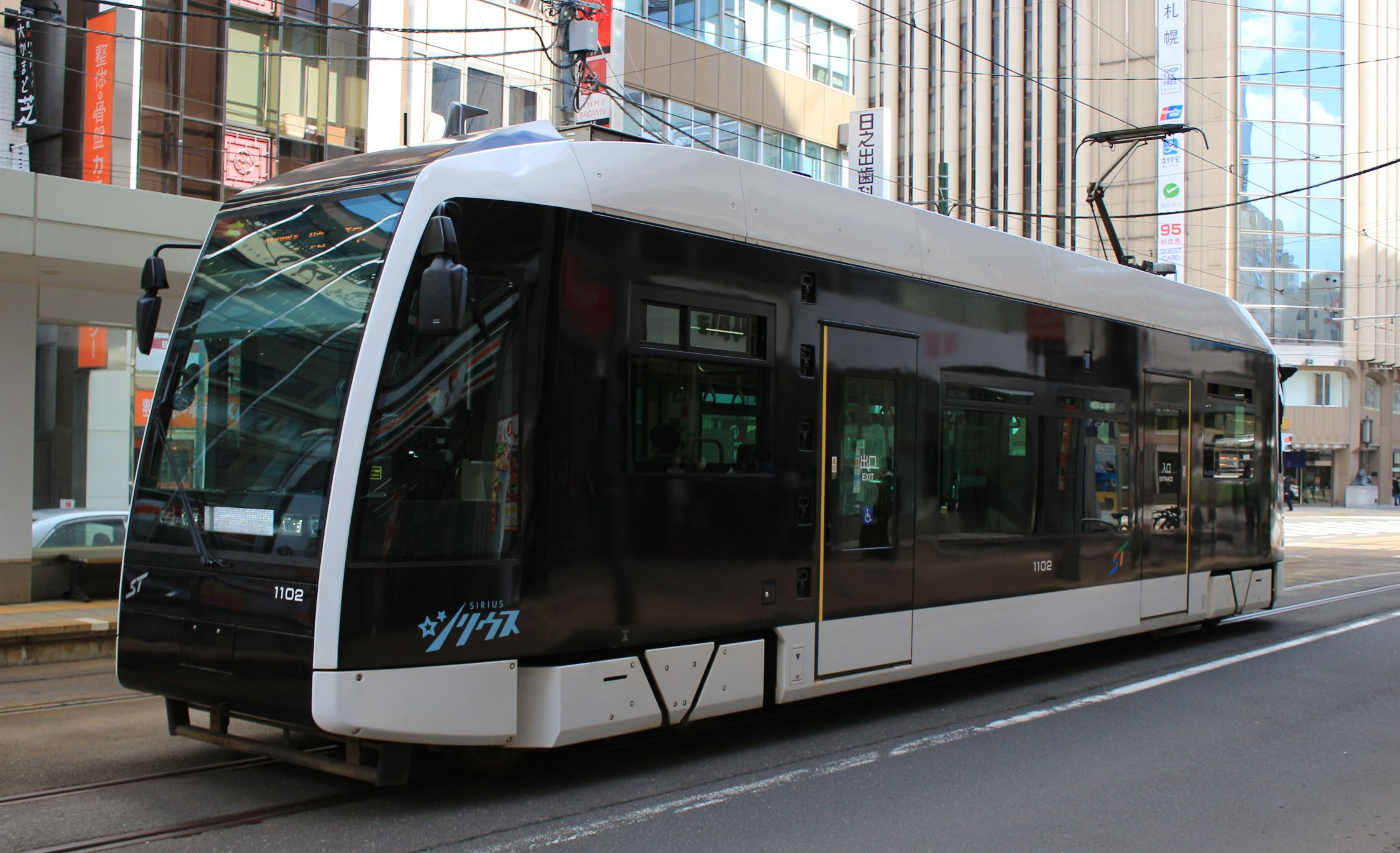
Niederflurwagen der Serie 1100 bzw. „Sirius“

## Stationen
- Alle Stationen befinden sich im Stadtbezirk Chūō.

| Linienname                         | Station           | Japanisch            | Distanz (km) | Distanz (km)                                                                                      | Umsteigemöglichkeiten                                                                          | Adresse                      |
| Linienname                         | Station           | Japanisch            | Linie        | Summe                                                                                             | Umsteigemöglichkeiten                                                                          | Adresse                      |
| ---------------------------------- | ----------------- | -------------------- | ------------ | ------------------------------------------------------------------------------------------------- | ---------------------------------------------------------------------------------------------- | ---------------------------- |
| Ichijō-Linie                       |                   |                      |              |                                                                                                   |                                                                                                |                              |
| Nishi-Yon-chōme                    | 西4丁目           | 0,00                 | 0,00         | Städtische U-Bahn Sapporo: ■ Namboku-Linie (N07), ■ Tōhō-Linie (H08), ■ Tōzai-Linie (T09) (Ōdōri) | Minami 1-jō, Nishi 4-chōme                                                                     |                              |
| Nishi-Hatchōme                     | 西8丁目           | 0,44                 | 0,44         |                                                                                                   | Minami 1-jō, Nishi 8-chōme                                                                     |                              |
| Chūō-Kuyakusho-mae                 | 中央区役所前      | 0,85                 | 0,85         | Städtische U-Bahn Sapporo: ■ Tōzai-Linie (Nishi-Jūitchōme, T08)                                   | Minami 1-jō, Nishi 10-chōme                                                                    |                              |
| Nishi-Jūgo-chōme                   | 西15丁目          | 1,38                 | 1,38         | Städtische U-Bahn Sapporo: ■ Tōzai-Linie (Nishi-Jūhatchōme, T07)                                  | Minami 1-jō, Nishi 14-chōme                                                                    |                              |
| Nishi-Jūgo-chōme                   | 西15丁目          | Yamahana-Nishi-Linie | 1,38         | Städtische U-Bahn Sapporo: ■ Tōzai-Linie (Nishi-Jūhatchōme, T07)                                  | Minami 1-jō, Nishi 14-chōme                                                                    | 0,00                         |
| Nishisen-Roku-jō                   | 西線6条           | Yamahana-Nishi-Linie | 0,55         | 1,93                                                                                              |                                                                                                | Minami 6-jō, Nishi 14-chōme  |
| Nishisen-Ku-jō Asahiyama-kōen-dōri | 西線9条旭山公園通 | Yamahana-Nishi-Linie | 0,93         | 2,31                                                                                              |                                                                                                | Minami 9-jō, Nishi 14-chōme  |
| Nishisen-Jūichi-jō                 | 西線11条          | Yamahana-Nishi-Linie | 1,30         | 2,68                                                                                              |                                                                                                | Minami 11-jō, Nishi 14-chōme |
| Nishisen-Jūyo-jō                   | 西線14条          | Yamahana-Nishi-Linie | 1,78         | 3,16                                                                                              |                                                                                                | Minami 14-jō, Nishi 14-chōme |
| Nishisen-Jūroku-jō                 | 西線16条          | Yamahana-Nishi-Linie | 2,15         | 3,53                                                                                              |                                                                                                | Minami 16-jō, Nishi 14-chōme |
| Ropeway-Iriguchi                   | ロープウェイ入口  | Yamahana-Nishi-Linie | 2,53         | 3,90                                                                                              |                                                                                                | Minami 19-jō, Nishi 14-chōme |
| Densha-Jigyōsho-mae                | 電車事業所前      | Yamahana-Nishi-Linie | 2,85         | 4,23                                                                                              |                                                                                                | Minami 21-jō, Nishi 14-chōme |
| Chūō-Toshokan-mae                  | 中央図書館前      | Yamahana-Nishi-Linie | 3,15         | 4,53                                                                                              |                                                                                                | Minami 22-jō, Nishi 13-chōme |
| Chūō-Toshokan-mae                  | 中央図書館前      | Yamahana-Linie       | 0,00         | 4,53                                                                                              |                                                                                                | Minami 22-jō, Nishi 13-chōme |
| Ishiyama-dōri                      | 石山通            | Yamahana-Linie       | 0,26         | 4,79                                                                                              |                                                                                                | Minami 22-jō, Nishi 11-chōme |
| Higashi-Tonden-dōri                | 東屯田通          | Yamahana-Linie       | 0.61         | 5.14                                                                                              |                                                                                                | Minami 22-jō, Nishi 9-chōme  |
| Kōnan-Shōgakkō-mae                 | 幌南小学校前      | Yamahana-Linie       | 1,03         | 5,56                                                                                              |                                                                                                | Minami 22-jō, Nishi 7-chōme  |
| Yamahana-Jūku-jō                   | 山鼻19条          | Yamahana-Linie       | 1,28         | 5,81                                                                                              |                                                                                                | Minami 19-jō, Nishi 7-chōme  |
| Seishūgakuen-mae                   | 静修学園前        | Yamahana-Linie       | 1,67         | 6,20                                                                                              | Städtische U-Bahn Sapporo: ■ Namboku-Linie (Horohira-bashi, N10)                               | Minami 16-jō, Nishi 7-chōme  |
| Gyōkei-dōri                        | 行啓通            | Yamahana-Linie       | 2,04         | 6,57                                                                                              |                                                                                                | Minami 14-jō, Nishi 7-chōme  |
| Nakajima-Kōen-dōri                 | 中島公園通        | Yamahana-Linie       | 2,51         | 7,04                                                                                              |                                                                                                | Minami 11-jō, Nishi 7-chōme  |
| Yamahana-Ku-jō                     | 山鼻9条           | Yamahana-Linie       | 2,86         | 7,39                                                                                              | Städtische U-Bahn Sapporo: ■ Namboku-Linie (Nakajima-kōen, N09)                                | Minami 9-jō, Nishi 7-chōme   |
| Higashi-Honganji-mae               | 東本願寺前        | Yamahana-Linie       | 3,17         | 7,70                                                                                              |                                                                                                | Minami 7-jō, Nishi 7-chōme   |
| Shiseikan-Shōgakkō-mae             | 資生館小学校前    | Yamahana-Linie       | 3,59         | 8,12                                                                                              |                                                                                                | Minami 4-jō, Nishi 6-chōme   |
| Susukino                           | すすきの          | Yamahana-Linie       | 3,88         | 8,41                                                                                              | Städtische U-Bahn Sapporo: ■ Namboku-Linie (Susukino, N08), ■ Tōhō-Linie (Hōsui-Susukino, H09) | Minami 4-jō, Nishi 4-chōme   |
| Susukino                           | すすきの          | Toshin-Linie         | 0,00         | 8,41                                                                                              | Städtische U-Bahn Sapporo: ■ Namboku-Linie (Susukino, N08), ■ Tōhō-Linie (Hōsui-Susukino, H09) | Minami 4-jō, Nishi 4-chōme   |
| Tanuki-kōji                        | 狸小路            | Toshin-Linie         | 0,25         | 8,75                                                                                              |                                                                                                | Tanuki-kōji, Nishi 4-chōme   |
| Nishi-Yon-chōme                    | 西4丁目           | Toshin-Linie         | 0.45         | 8.91                                                                                              | s. o.                                                                                          | Minami 1-jō, Nishi 4-chōme   |